# Grablicht

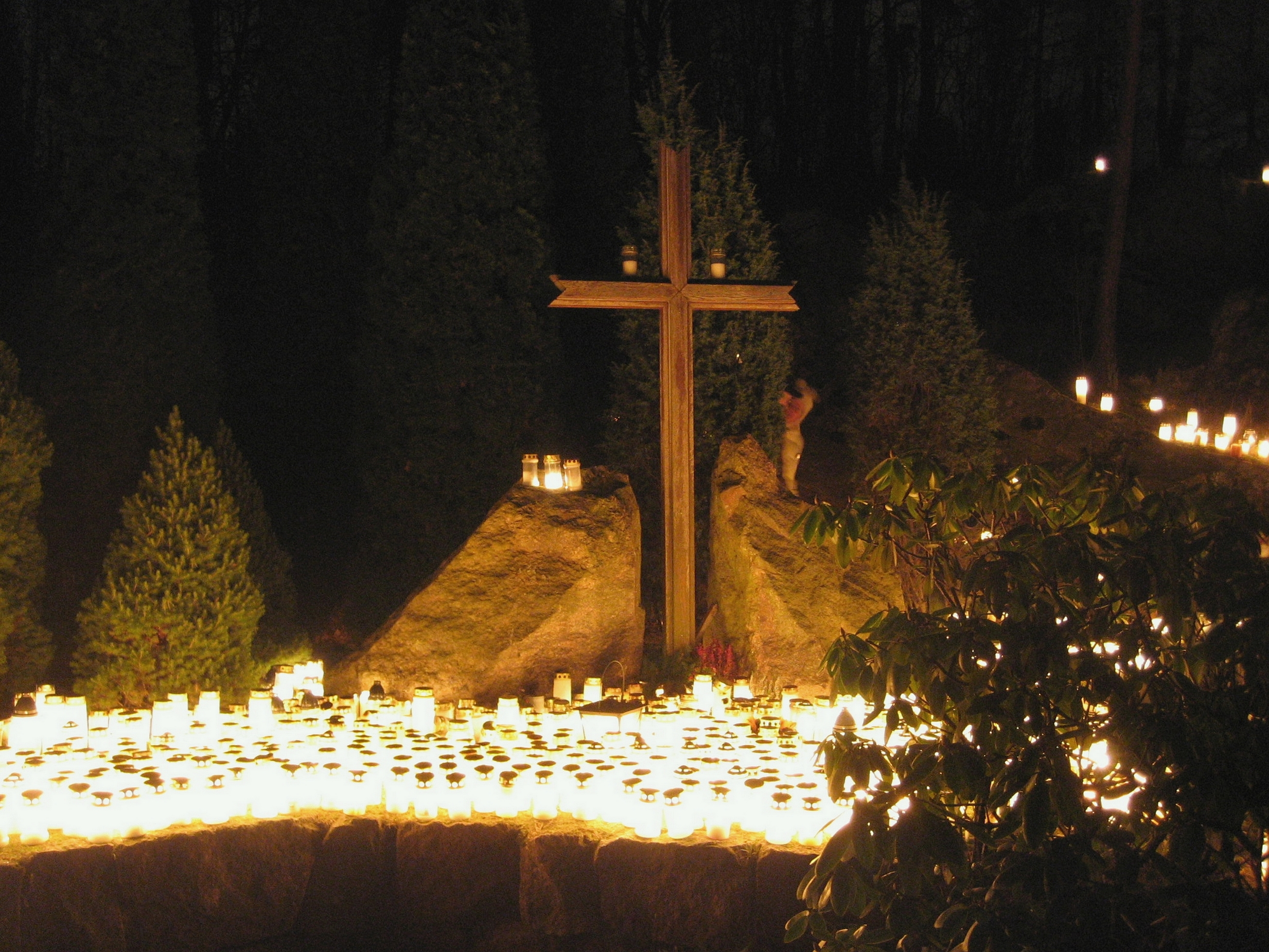
Grablichter

Ein Grablicht ist eine Kerze oder ähnliche Lampe, die zu rituellen Zwecken auf ein Grab gestellt wird. Vereinzelt werden sie auch an anderen Stellen aufgestellt, wo an eine verstorbene Person erinnert werden soll, z. B. am Ort eines tödlichen Unfalls oder Gewaltverbrechens.
Grablichter haben einen zylindrischen Brennkörper, der typisch 2–3 mal so hoch wie sein Durchmesser ist. Das Brennmaterial kann aus Paraffin-Wachs bestehen oder aus einer Mischung von Wachs mit Öl. Der Brennkörper kann durch Gießen oder Pressen hergestellt werden. Eine Mischung mit Öl ist kostengünstiger, schmilzt bei tieferer Temperatur und empfiehlt sich daher besonders zur Verwendung in der kalten Jahreszeit.
Wie bei einem Teelicht wird Paraffin verwendet, das in die entsprechende Form flüssig eingefüllt und mit einem Docht versehen wird. Diese Form ist meistens ein bis zu 20 cm hoher roter oder weißer Plastikbecher, manchmal mit christlichen Symbolen oder Heiligenbildern darauf. Solch ein Grablicht brennt unter günstigen Bedingungen mehrere Tage. Moderne Grablichter gibt es auch mit Batterien oder Solarzellen. Solche Grablichter haben meist eine längere Brenndauer. Ebenfalls erhältlich sind Kerzen ohne Hülle, die in ein wiederverwendbares Glas gestellt werden, wodurch der Verbrauch der unter Umweltaspekten nicht unproblematischen Kunststoffbecher verringert werden soll.
Als Dekoration und als Schutz vor Wind und Regen werden Grablichter häufig in besondere Laternen mit Glasscheiben an allen vier Seiten gestellt. Manchmal haben diese Laternen rote Glasscheiben, für Kerzen in weißem Becher. Becherlichter werden auch mit einem Metalldeckel angeboten, der zum Abzug der warmen Luft und dem Zutritt von Sauerstoff an die Kerzenflamme rundum mit Öffnungen versehen ist. Dieses Modell ist besonders zur Verwendung ohne Laterne geeignet, da der Deckel etwas Schutz vor Wettereinflüssen bietet.
Bei christlichen Gräbern in Deutschland werden Grablichter das ganze Jahr über und besonders zu Allerseelen (katholisch) oder Totensonntag  (evangelisch) auf die Gräber gestellt. Bei anonymer Urnenbestattung gibt es meistens auf dem Friedhof eine zentrale Stelle für die Grablichter, wobei das Aufstellen am genauen Standort der jeweiligen Urne untersagt ist.
Grablichte werden wegen langer Brenndauer oft von Preppern als Notlicht und Handwärmer für Stromausfall empfohlen. Bei Gebrauch in Innenräumen besteht jedoch im Vergleich zu anderen Kerzen erhöhte Brandgefahr, da die Plastikhülle beim Umkippen leicht Feuer fängt.

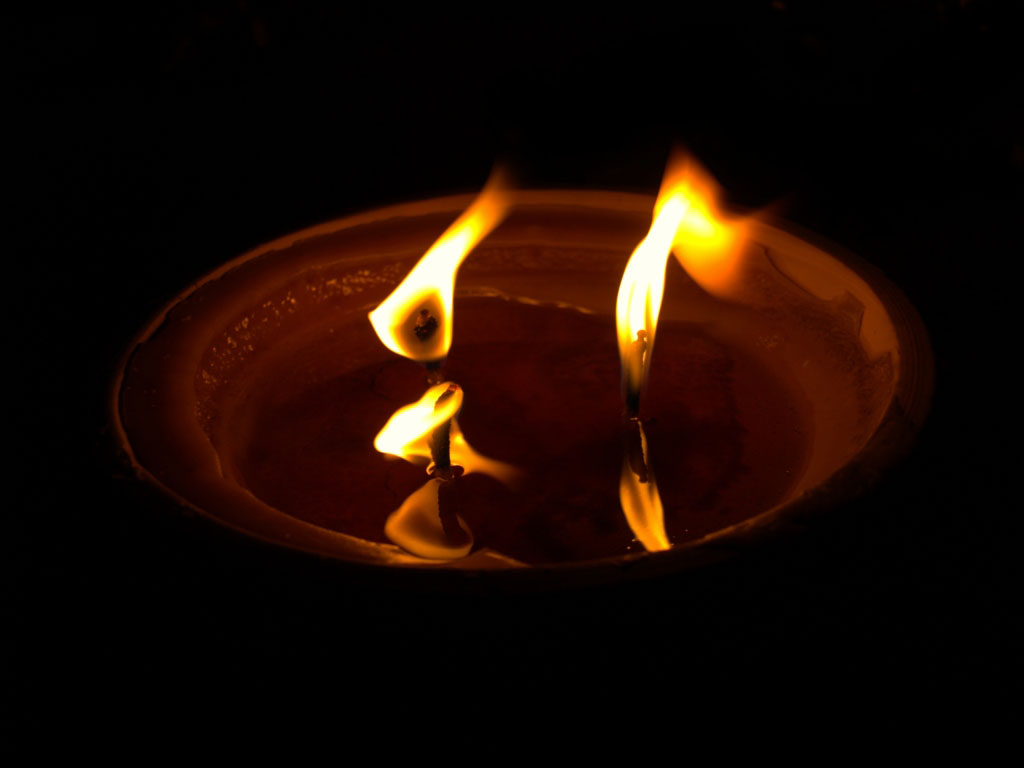
Offenes Grablicht
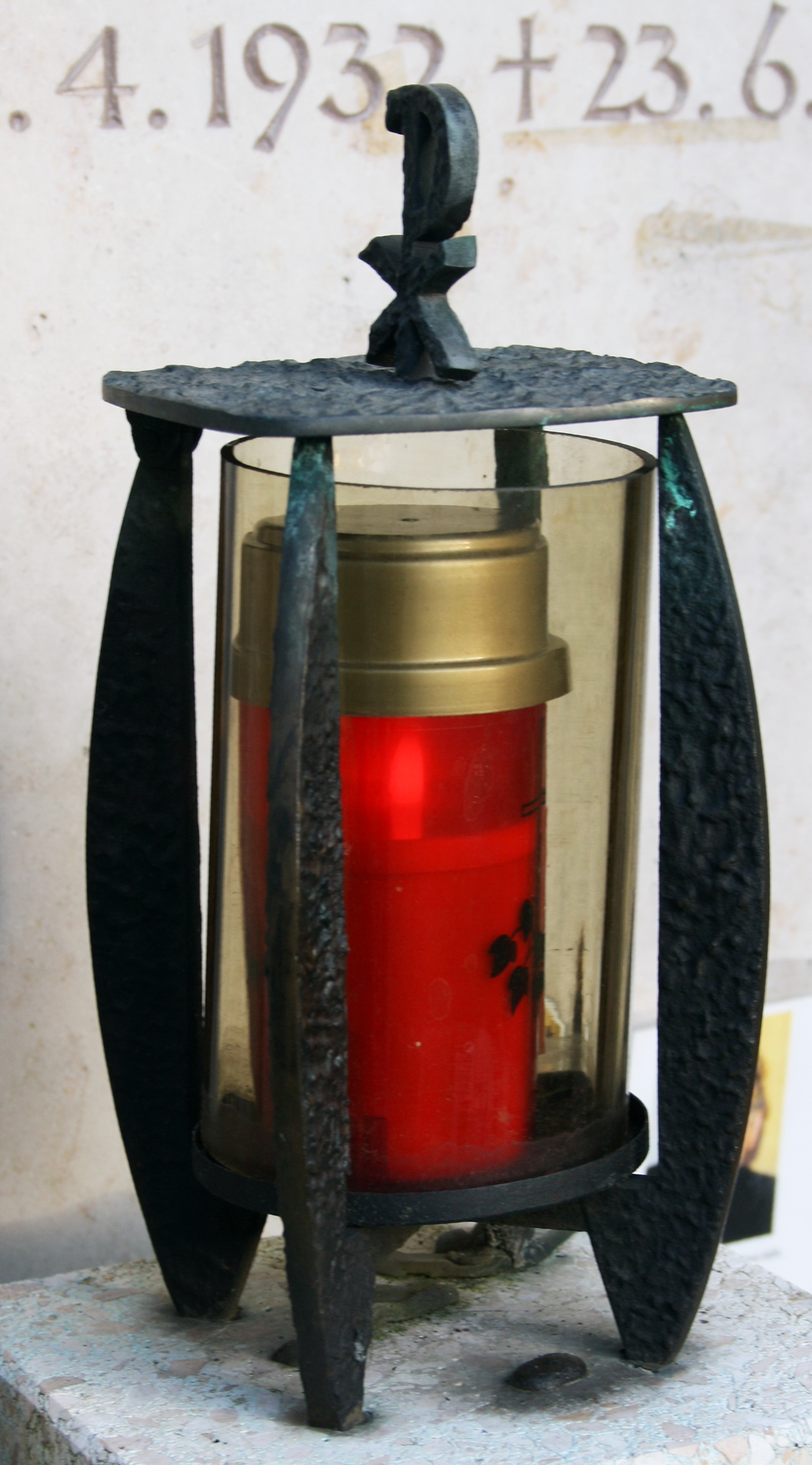
Grablicht im Glasgehäuse
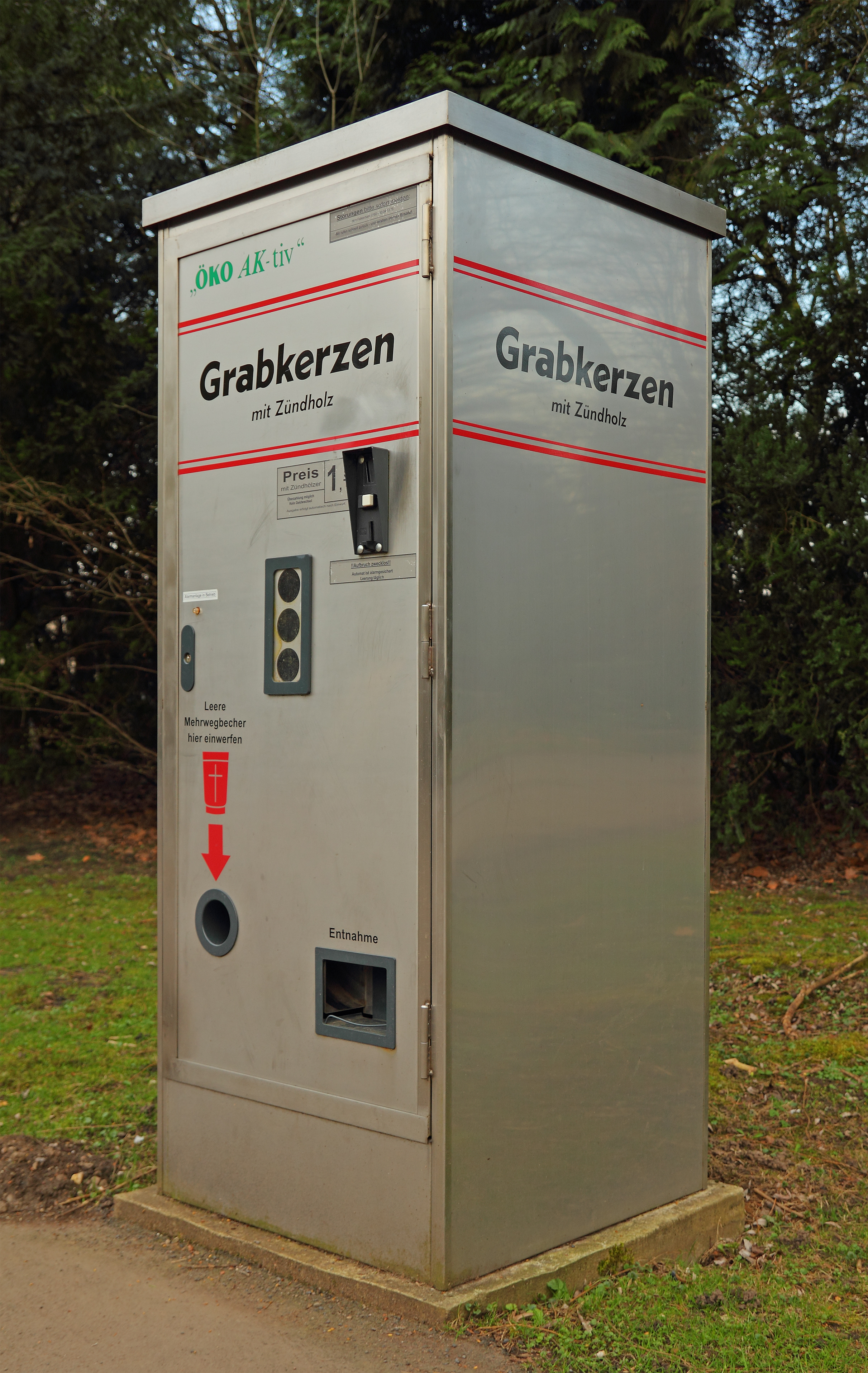
Grablichtautomat
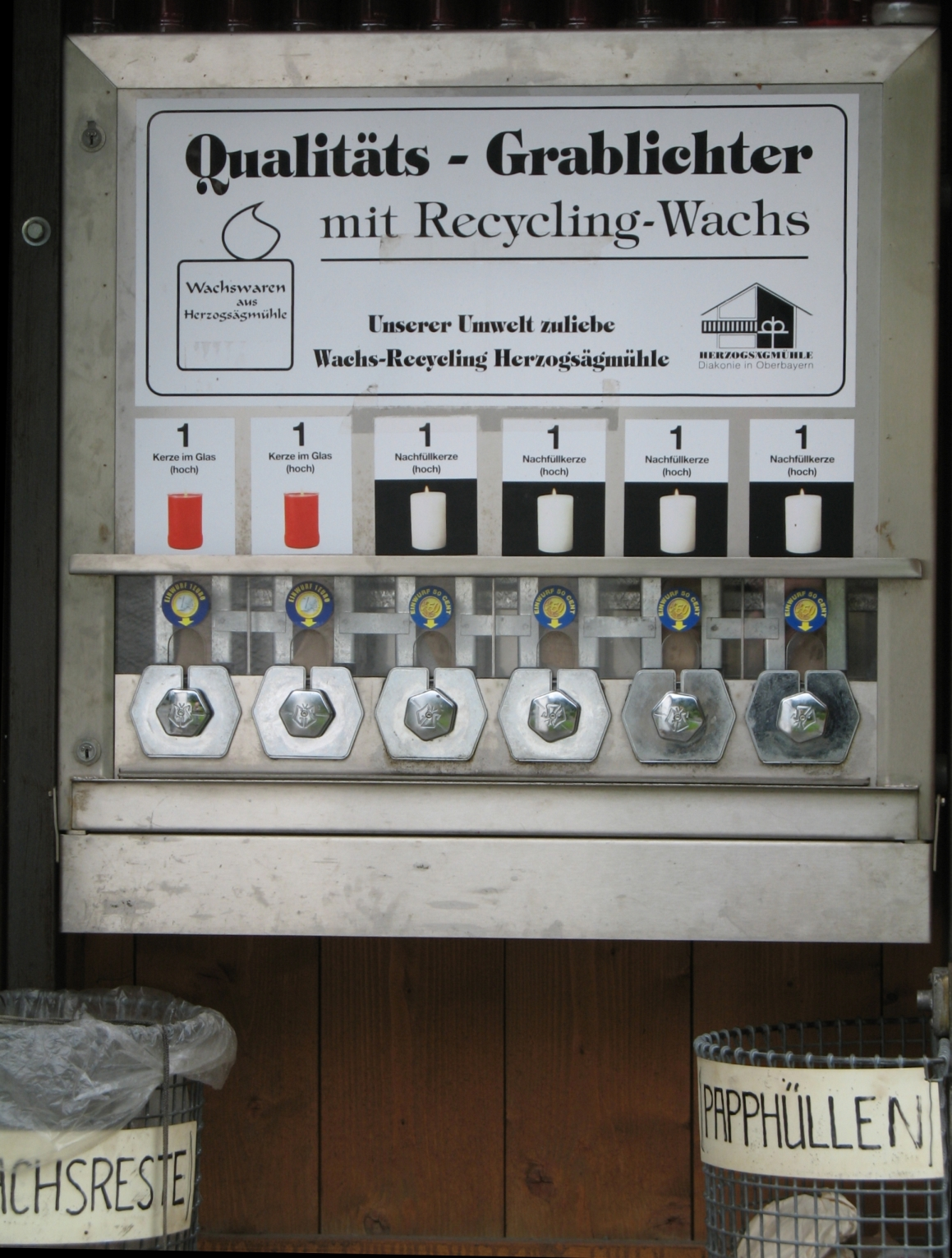
Automat für Lichter aus Recycling-Wachs
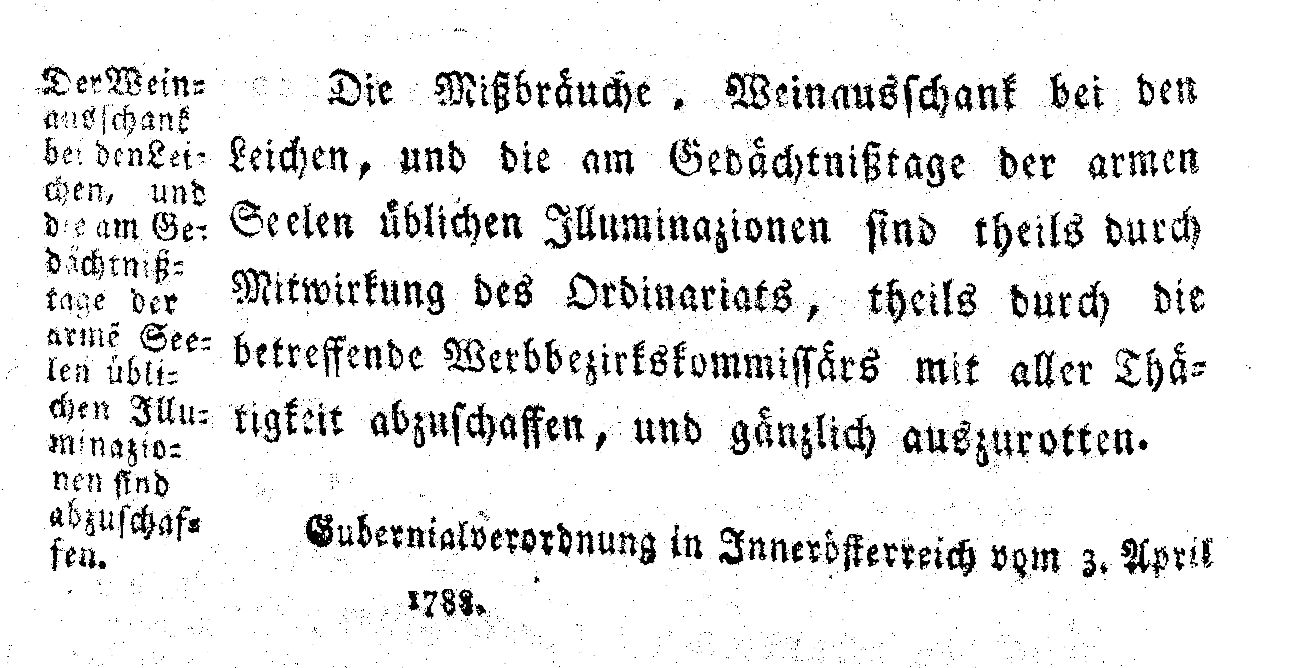
1788 in Österreich: Verbot von Grabbeleuchtung zu Allerseelen im Josefinismus